# Yohann Magnin
Yohann Magnin, né le 21 juin 1997 à Clermont-Ferrand en France, est un footballeur français qui joue au poste de milieu défensif.

## Biographie

### Clermont Foot 63
Né à Clermont-Ferrand en France, Yohann Magnin est formé par le club de sa ville natale, le Clermont Foot 63. C'est avec ce club qu'il joue son premier match en professionnel, le 4 décembre 2018, lors d'une rencontre de Ligue 2 face au Paris FC. Il entre en jeu à la place de Johan Gastien ce jour-là et son équipe s'incline sur le score de trois buts à zéro.
En janvier 2019 il signe son premier contrat professionnel.
Le 22 janvier 2020 Magnin prolonge son contrat jusqu'en 2023. Il inscrit son premier but en professionnel le 7 février 2020 face au Valenciennes FC en championnat, en inscrivant le dernier but des siens, qui s'imposent ce jour-là par trois buts à un. Devenu titulaire dans l'entrejeu clermontois lors de cette saison 2019-2020, il est notamment nommé dans l'équipe type de la saison en Ligue 2 par France Football.
Lors de la saison 2020-2021, il contribue à la montée historique du club en première division, le Clermont Foot accédant pour la première fois de son histoire à l'élite du football français. Il se blesse toutefois en avril 2021, victime d'une rupture du ligament croisé du genou droit qui met un terme à sa saison et le tient éloigné des terrains pour plusieurs mois.
Il fait son retour à l'entraînement en août 2021, alors qu'il était absent depuis plusieurs mois en raison de sa blessure au genou. Le 1er décembre 2021, Magnin inscrit son premier but en Ligue 1, lors de sa première titularisation dans l'élite, contre le RC Lens. Il marque de la tête le but égalisateur et les deux équipes se séparent sur un match nul de deux partout,.
Le 22 octobre 2023, Magnin participe à la victoire de son équipe face à l'Olympique lyonnais en marquant un but. Il est titularisé et le Clermont Foot l'emporte par deux buts à un.
Magnin quitte le Clermont Foot à l'issue de la saison 2024-2025 à expiration de son contrat, après seize ans passées au club.

## Statistiques
| Saison                | Club                  | Championnat           | Championnat | Championnat | Championnat | Coupe nationale | Coupe nationale | Coupe nationale | Coupe de la Ligue | Coupe de la Ligue | Coupe de la Ligue | Barrage | Barrage | Barrage | Total | Total | Total |
| Saison                | Club                  | Division              | M.          | B.          | P.d.        | M.              | B.              | P.d.            | M.                | B.                | P.d.              | M.      | B.      | P.d.    | M.    | B.    | P.d.  |
| 2018-2019             | Clermont Foot 63      | Ligue 2               | 12          | 0           | 0           | 2               | 0               | 0               | -                 | -                 | -                 | -       | -       | -       | 14    | 0     | 0     |
| 2019-2020             | Clermont Foot 63      | Ligue 2               | 21          | 1           | 1           | 1               | 0               | 0               | 2                 | 0                 | 0                 | -       | -       | -       | 24    | 1     | 1     |
| 2020-2021             | Clermont Foot 63      | Ligue 2               | 30          | 2           | 2           | 1               | 0               | 0               | -                 | -                 | -                 | -       | -       | -       | 31    | 2     | 2     |
| 2021-2022             | Clermont Foot 63      | Ligue 1               | 24          | 1           | 1           | 2               | 0               | 0               | -                 | -                 | -                 | -       | -       | -       | 26    | 1     | 1     |
| 2022-2023             | Clermont Foot 63      | Ligue 1               | 38          | 0           | 0           | 1               | 0               | 0               | -                 | -                 | -                 | -       | -       | -       | 39    | 0     | 0     |
| 2023-2024             | Clermont Foot 63      | Ligue 1               | 31          | 1           | 0           | 2               | 0               | 0               | -                 | -                 | -                 | -       | -       | -       | 33    | 1     | 0     |
| 2024-2025             | Clermont Foot 63      | Ligue 2               | 27          | 1           | 0           | 3               | 1               | 0               | -                 | -                 | -                 | 2       | 0       | 0       | 32    | 2     | 0     |
| Total sur la carrière | Total sur la carrière | Total sur la carrière | 183         | 6           | 4           | 12              | 1               | 0               | 2                 | 0                 | 0                 | 2       | 0       | 0       | 199   | 7     | 4     |